# Первомайське (Липецька область)
Первомайське (рос. Первомайское) — село у Лев-Толстовському районі Липецької області Російської Федерації.
Населення становить 577 осіб. Належить до муніципального утворення Первомайський сільська рада.

## Історія
З 13 червня 1934 до 26 вересня 1937 року у складі Воронезької області, у 1937—1954 роках — Рязанської області. Відтак входить до складу Липецької області.
Згідно із законом від 2 липня 2004 року № 114-оз органом місцевого самоврядування є Первомайська сільрада.

## Населення
| 2000 | 2010 |
| ---- | ---- |
| 602  | ↘577 |